# Dawid Jung

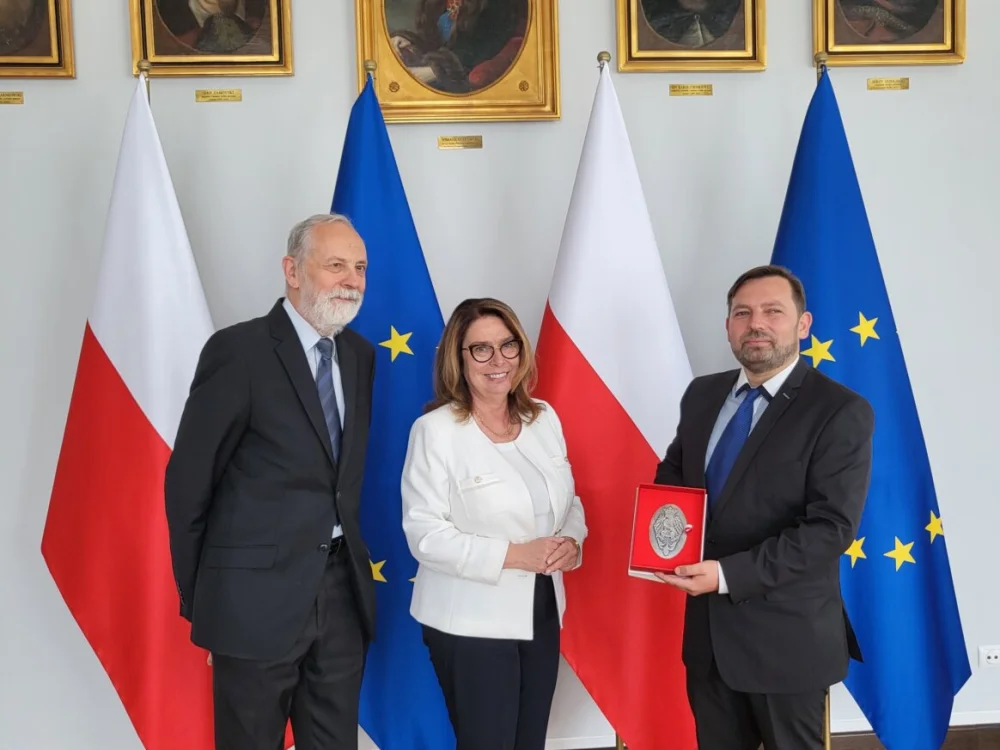
Dawid Jung (rechts) wird von Marschallin Małgorzata Kidawa-Błońska mit der Senatsmedaille der Republik Polen geehrt(2024)

Dawid Jung (* 17. Januar 1980 in Kłecko) ist ein polnischer Opernsänger und Kulturschaffender. Für sein künstlerisches und wissenschaftliches Gesamtwerk wurde er vom Senat der Republik Polen mit der Senatsmedaille der Republik Polen ausgezeichnet.
Jung studierte Tenor-Sologesang an der Musikakademie in Bydgoszcz und Danzig und perfektionierte seine Ausbildung in Wien und Rom.
Er arbeitete als Dichter, Schriftsteller, Literatur- und Theaterkritiker, Verleger, Kulturforscher und -schaffender, Historiker, Museologe, Gestalter kultureller Routen, Journalist und Publizist und hat oder hatte Positionen als Direktor des Museums für polnische elektronische Orgeln, Chefredakteur der Zeszyty Poetyckie, Vizepräsident des Polnischen Schriftstellerverbandes in Posen, Vorstandsmitglied (zweite Amtszeit) des Polnischen Journalistenverbandes in Posen inne.

## Werke

### Lyrik
- 312685 powodów. 2006
- Poemat o mówieniu prawdy. 2014
- Karaoke. 2018
- Glosy. 2017
- #spam. 2020

### Prosa
- Polska, ulubiona masochistka Europy, 2017
- Legendy królewskiego miasta, 2018
- Ostatni rybałci polszczyzny, 2018

## Übersetzungen der Poesie von Dawid Jung ins Deutsche
- Ich Oder Ja. Anthologie, Redaktion: Alexander Gumz, Karla Reimert, Übersetzerin: Uljana Wolf, Berlin: WIR Arte Nova. Verein zur Förderung der Deutsch-Polnischen Literatur, 2002[4]
- Erste Schlehenblüte: Gedichte aus Lyrikmail 201-300, Übersetzerin: Uljana Wolf, Karla Reimert, Berlin: Koall Verlag 2006, ISBN 3-938436-02-6[5]

## Auszeichnungen und Ehrungen
- 2009: Juliusz-Słowacki-Medaille[6]
- 2014:  Medaille der Jungen Kunst[7]
- 2016:  Preis der Jungen Journalisten (Polnischer Journalistenverband) für Kulturkolumnen[8]
- 2017:  Bolesław-Leśmian-Preis[9]
- 2018:  Verdienter der polnischen Kultur[10]
- 2019:  Anatol-J.-Omelaniuk-Preis für das beste regionale Buch[11]
- 2019:  Identitas-Literatur- und Geschichtspreis für das Buch Glosy[12]
- 2019:  Medaille des Jungen Positivisten[13]
- 2022:  Jahrhundertmedaille der Wiedererlangten Unabhängigkeit[14]
- 2023:  Silbernes Ehrenzeichen „Verdienst für den Polnischen Schriftstellerverband“[15]
- 2024:  Senatsmedaille der Republik Polen[16]